# EMB寒天培地
EMB寒天培地（いーえむびーかんてんばいち、エオシン･メチレンブルー寒天培地、英：Eosin Methylene Blue Agar）とは細菌の検査に使用する培地である。

## 概要
本培地は大腸菌、コアグラーゼ陽性ブドウ球菌などの検査に用いられる。滅菌済みの水に規定量を秤量し、高圧蒸気滅菌した後、約50℃程度まで冷却して用いる。シャーレなどに流して平板とし、試液などを表面に塗布する。
大腸菌が存在した場合、緑色の金属光沢を持つコロニーを形成する。